# Abraham Zatwornik
Abraham Zatwornik (ur. w XIII w., zm. na pocz. XIV w.) – zakonnik z monasteru kijowsko-pieczerskiego, prawosławny święty.
Jego biografia nie jest znana. Przydomek zatwornik wskazuje, że mnich ten został uznany za świętego z racji stosowanej przez siebie formy ascezy polegającej na samotnym zamknięciu w celi i rezygnacji z wszelkiego kontaktu ze światem. Jego relikwie znajdują się w Bliższych Pieczarach Ławry Kijowsko-Pieczerskiej.
Kult Abrahama, podobnie jak innych mnichów monasteru pieczerskiego, zapoczątkował w 1643 metropolita kijowski Piotr Mohyła. W XVIII, z inicjatywy Świętego Synodu Rosyjskiego Kościoła Prawosławnego, kult ten rozszerzył się na wszystkie autokefaliczne Kościoły prawosławne.
Abraham należy do ustanowionego w 2011 Soboru Świętych Kijowskich.